# Цунаги
Цунаги (яп. 津奈木町 Цунаги-мати) — посёлок в Японии, находящийся в уезде Асикита префектуры Кумамото. Площадь посёлка составляет 33,98 км², население — 4770 человек (1 августа 2014), плотность населения — 140,38 чел./км².

## Географическое положение
Посёлок расположен на острове Кюсю в префектуре Кумамото региона Кюсю. С ним граничат город Минамата и посёлок Асикита.

## Население
Население посёлка составляет 4770 человек (1 августа 2014), а плотность — 140,38 чел./км². Изменение численности населения с 1980 по 2005 годы:
| 1980 | 6053 чел. |  |
| 1985 | 5971 чел. |  |
| 1990 | 5783 чел. |  |
| 1995 | 5793 чел. |  |
| 2000 | 5741 чел. |  |
| 2005 | 5424 чел. |  |

## Символика
Деревом посёлка считается криптомерия, цветком — Farfugium japonicum, птицей — Syrmaticus soemmerringii.